# Czigány János
Czigány János (Jászberény, 1850. augusztus 28. – Budapest, 1909. március 13.) jogász, a magyar gyorsírás mecénása.

## Életútja
Kovácsmester fiaként született. A jogot Eperjesen hallgatta, majd 1874-ben gyorsírói vizsgát tett. 1880-ban szerezte meg ügyvédi oklevelét. 1870-es években az eperjesi jogakadémián és a jászberényi főgimnáziumban oktatott. Tevékeny tagja volt az Országos Magyar Gyorsíró Egyesületnek, valamint a jászberényi képviselő-testületnek is. 1892-ben megválasztották első tanácsossá. 1902-ben indult a jászberényi polgármester-választáson is, de Koncsek Istvánnal szemben hat szavazattal alulmaradt. Hatvanezer koronát hagyományozott gyorsírási célokra, főként hogy létrehozzák belőle a gyorsírók házát. 240 kötetes szakkönyvtárát a szegedi Somogyi Könyvtár kapta meg.